# Росен Марковски
Росен Марковски е български художник-живописец. Работи с маслени бои върху платно, акрил и акварел.

## Биография
1983 завършва Средно художествено училище за приложни изкуства – Троян, 
1994 завършва Националната художествена академия в София, степен магистър.
2020 член на Съюз на българските художници
2021 член на Дружеството на троянските жудожници
До 2022 година има над 60 самостоятелни изложби в София, Пловдив, Варна, Париж, Прага, Будапеща, Осло, Есен, Дюселдорф, Перуджа и др. 
По-значими:
1998 "Отпечатъци" - галерия Стълбата - ГАЛЕРИЯ ЗА ЧУЖДЕСТРАННО ИЗКУСТВО
“Св. Св. КИРИЛ И МЕТОДИ” - София
2001г. "Откровения 1" ГАЛЕРИЯ “АЛМА” Есен - Германия
2011 "Кафе, тютюн и лавандула" Български Културен Институт - Прага, Чехия
2011 - " еРОротика" - Столична библиотека - София 
2012  “Портрети на една жена” Български Културен Институт - Будапеща, Унгария 
2013 “Кич” -  Галерия Снежана – София
2019 -"Ritratti classici" - Galleria ANDRO 26 - Перуджа, Италия
Картините му са в редица частни колекции в Европа и САЩ.
Автор е на поредица от пърформанси и участва в множество групови български и международни проекти.  
"3D ACT", "Вечеря на Сена", "22 Project", "72 days", "..." Rocca Paolina - Perugia, "via Viola - Perugia" и др. 
2017 стартира отворен проект "Моментална изложба", до 2022г. реализиран в София, Париж, Руан, Мадрид, Манарола и Вернаца - Чинкуе терре,  Перуджа и др. 
2018 - 2019 създава "Bottega dell'arte - Art galleria ANDRO 26 - Perugia, Italia", където дава сцена за прояви на много артисти. 
От 2020, отново живее и работи в София.
Ателието му Конюшнята /Stables studio 1928/ в София, става място за проява на артисти, за изложби и концерти. 